# بیستون رجیس
بیستون رجیس (به انگلیسی: Beeston Regis) یک روستا و محله مدنی در بریتانیا است که در نورت نورفک واقع شده‌است. بیستون رجیس ۲٫۸۹ کیلومتر مربع مساحت و ۱٬۰۶۲ نفر جمعیت دارد.